# Министър на обществените сгради, пътищата и благоустройството на България
Министърът на обществените сгради, пътищата и съобщенията е член на правителството, т.е. на изпълнителната власт (кабинета) и ръководи и координира пътищата, строежите и благоустройството в страната. Избиран е от парламента или се назначава от държавния глава на България.

## Министри
Списъкът на министрите на обществените сгради, пътищата и благоустройството е подреден по ред на правителство.

### Министър на обществените сгради, пътищата и благоустройството (1911 – 1934)
| правителство | име                     | дати                                 | партия                  | партия |
| ------------ | ----------------------- | ------------------------------------ | ----------------------- | ------ |
| 32           | Иван Евстратиев Гешов   | 1 януари 1912 – 14 януари 1912       | Народна партия          |        |
| 32           | Димитър Яблански        | 14 януари 1912 – 1 юни 1913          | Народна партия          |        |
| 33           | Димитър Яблански        | 1 юни 1913 – 4 юли 1913              | Народна партия          |        |
| 34           | Петър Динчев            | 4 юли 1913 – 23 септември 1913       | Народнолиберална партия |        |
| 34           | Добри Петков            | 23 септември 1913 – 23 декември 1913 | Народнолиберална партия |        |
| 35           | Добри Петков            | 23 декември 1913 – 21 юни 1918       | Народнолиберална партия |        |
| 36           | Никола Мушанов          | 21 юни 1918 – 17 октомври 1918       | Демократическа партия   |        |
| 37           | Цанко Церковски         | 17 октомври 1918 – 28 ноември 1918   | БЗНС                    |        |
| 38           | Цанко Церковски         | 28 ноември 1918 – 23 януари 1919     | БЗНС                    |        |
| 38           | Александър Стамболийски | 23 януари 1919 – 7 май 1919          | БЗНС                    |        |
| 39           | Александър Стамболийски | 7 май 1919 – 6 октомври 1919         | БЗНС                    |        |
| 40           | Александър Стамболийски | 6 октомври 1919 – 21 февруари 1920   | БЗНС                    |        |
| 40           | Недялко Атанасов        | 21 февруари 1920 – 22 май 1920       | БЗНС                    |        |
| 40           | Цанко Церковски         | 22 май 1920 – 9 февруари 1923        | БЗНС                    |        |
| 41           | Цанко Церковски         | 9 февруари 1923 – 16 март 1923       | БЗНС                    |        |
| 41           | Кирил Павлов            | 16 март 1923 – 9 юни 1923            | БЗНС                    |        |
| 42           | Янко Стоянчов           | 9 юни 1923 – 22 септември 1923       | Демократическа партия   |        |
| 43           | Янко Стоянчов           | 22 септември 1923 – 4 януари 1926    | Демократически сговор   |        |
| 44           | Славейко Василев        | 4 януари 1926 – 12 септември 1928    | Демократически сговор   |        |
| 45           | Славейко Василев        | 12 септември 1928 – 15 май 1930      | Демократически сговор   |        |
| 46           | Георги Данаилов         | 15 май 1930 – 29 юни 1931            | Демократически сговор   |        |
| 47           | Георги Йорданов         | 29 юни 1931 – 12 октомври 1931       | БЗНС „Врабча 1“         |        |
| 48           | Георги Йорданов         | 12 октомври 1931 – 7 септември 1932  | БЗНС „Врабча 1“         |        |
| 49           | Вергил Димов            | 7 септември 1932 – 31 декември 1932  | БЗНС „Врабча 1“         |        |
| 50           | Вергил Димов            | 31 декември 1932 – 19 май 1934       | БЗНС „Врабча 1“         |        |

- Между 19 май 1934 и 21 април 1935 г. функциите на МОСПБ преминават към Министерството на съобщенията (МС).

### Министър на обществените сгради, пътищата и благоустройството (1935–1947)
| правителство | име              | дати                                | партия     | партия |
| ------------ | ---------------- | ----------------------------------- | ---------- | ------ |
| 53           | Никола Йотов     | 21 април 1935 – 23 ноември 1935     | безпартиен |        |
| 54           | Спас Ганев       | 23 ноември 1935 – 4 юли 1936        | безпартиен |        |
| 55           | Спас Ганев       | 4 юли 1936 – 14 ноември 1938        | безпартиен |        |
| 55           | Спас Ганев       | 14 ноември 1938 – 12 април 1939     | безпартиен |        |
| 56           | Владимир Аврамов | 12 април 1939 – 23 октомври 1939    | безпартиен |        |
| 57           | Димитър Василев  | 23 октомври 1939 – 15 февруари 1940 | безпартиен |        |
| 58           | Димитър Василев  | 15 февруари 1940 – 11 април 1942    | безпартиен |        |
| 59           | Димитър Василев  | 11 април 1942 – 14 септември 1943   | безпартиен |        |
| 60           | Димитър Василев  | 14 септември 1943 – 1 юни 1944      | безпартиен |        |
| 61           | Борис Колчев     | 1 юни 1944 – 12 юни 1944            | безпартиен |        |
| 61           | Славейко Василев | 12 юни 1944 – 2 септември 1944      | безпартиен |        |
| 62           | Стефан Даскалов  | 2 септември 1944 – 9 септември 1944 | безпартиен |        |
| 63           | Борис Бумбаров   | 9 септември 1944 – 5 юли 1945       | БЗНС       |        |
| 63           | Георги Драгнев   | 5 юли 1945 – 31 март 1946           | БЗНС       |        |
| 64           | Георги Драгнев   | 31 март 1946 – 22 ноември 1946      | БЗНС       |        |
| 65           | Георги Драгнев   | 23 ноември 1946 – 11 декември 1947  | БЗНС       |        |